# هیوبرت دی. استیونز
هوبرت دی. استیونز (به انگلیسی: Hubert Durrett Stephens) سناتور سابق عضو حزب دموکرات ایالات متحده آمریکا بود. وی در سال ۱۹۲۳ تا ۱۹۳۵ میلادی سناتور ایالت میسیسیپی در سنای ایالات متحده آمریکا بود.